# Eparchie arseňjevská
Eparchie arseňjevská je eparchie ruské pravoslavné církve nacházející se v Rusku.

## Území a titul biskupa
Zahrnuje správní hranice území městských obvodů Arseňjev a Dalněgorsk. Dále Anučinský, Kavalerovský, Olginský, Ternějský, Čugujevský a Jakovlevský rajón Přímořského kraje. 
Eparchiálnímu biskupovi náleží titul biskup arseňjevský a dalněgorský.

## Historie
Dne 27. července 2011 byla Svatým synodem zřízena eparchie arseňjevská, a to oddělením území z vladivostocké eparchie.
Dne 6. října 2011 se stala součástí nové Přímořské metropole.

## Seznam biskupů
- - 2011–2011 Veniamin (Puškar), administrátor
- od 2011 Gurij (Fjodorov)